# Jesus Christ Superstar (musical)
Jesus Christ Superstar is een rockopera met muziek van Andrew Lloyd Webber en tekst van Tim Rice. De toneeluitvoering werd net als de film die van de musical verscheen een succes. De theaterversie wordt nog regelmatig door velerlei gezelschappen uitgevoerd.

## Achtergrond
De rockopera werd in 1970 uitgebracht als album (met zang van onder anderen Ian Gillan, Yvonne Elliman, Murray Head en Barry Dennen) en werd vervolgens als musical op de planken gebracht in Londen en op Broadway.
Door religieuze groeperingen werd destijds geprotesteerd tegen de opvoering van het stuk, omdat Jezus te veel als een gewone sterveling zou worden neergezet. Inmiddels wordt het stuk echter ook opgevoerd door kerkelijke musicalgezelschappen.

## Inhoud
Het stuk behandelt, grotendeels vanuit het gezichtspunt van Judas, de laatste week uit het leven van Jezus. Judas neemt afstand van Jezus, die in Judas' ogen de aandacht te veel op zijn persoon laat vestigen (als zoon van God, wat Judas niet gelooft) en te weinig op de goede daden die hij doet; Judas meent dat de aanvankelijk nobele beweging rond Jezus gestopt moet worden voordat zij uit de hand loopt. Tegelijkertijd zijn de hogepriesters bang voor het afkalven van hun gezag als steeds meer volk Jezus volgt en hem aanspoort hun land te bevrijden van de Romeinse overheersing. Deze houding van het volk beangstigt ook Jezus, die weet welk lot hem te wachten staat.
Uiteindelijk vinden de hogepriesters en Judas elkaar en wordt Jezus verraden, waarna Judas uit wroeging zelfmoord pleegt. De lokale joodse heerser Herodes, aan wie Jezus wordt voorgeleid, beschouwt Jezus door de verhalen over zijn wonderen slechts als een amusante goochelaar en stuurt hem, als Jezus niet aan zijn verzoeken voldoet, teleurgesteld door naar Pontius Pilatus. Deze Romeinse gouverneur van Judea, die zelf geen kwaad in Jezus ziet, ziet zich door de druk van het volk, gecombineerd met Jezus' halsstarrige houding, gedwongen Jezus te laten kruisigen.

## Liedjes uit de musical
Liedjes uit de Engelse musical:
- Heaven on their Minds
- What's the Buzz
- Strange thing Mystifying
- Then we are Decided (geschreven voor de film uit 1973)
- Everything's Alright
- This Jesus must Die
- Hosanna
- Simon Zealotes
- Poor Jerusalem
- Pilate's Dream
- The Temple
- I Don't Know How to Love Him
- Damned for all Time/Blood Money
- The last Supper
- Gethsemane
- The Arrest
- Peter's Denial
- Pilate and Christ
- King Herod's Song
- Could we Start again, Please (geschreven voor de Broadway productie  uit 1971)
- Judas' Death
- Trial before Pilate
- Superstar
- The Crucifixion
- John 19:41

Liedjes uit de Nederlandse musical:
- Hemel in Hun Hoofd
- Kom Op Nou!/Onverstandig, hoogst Merkwaardig
- Alles is nu Veilig
- Jezus moet Dood
- Hosanna
- Simon de Fanaticus/Arm Jeruzalem
- Pilatus Droomt
- De Tempel
- Hoe Moet ik van Hem Houden?
- Geen Hoop Ziel Kwijt/ Bloedgeld
- Het laatste Avondmaal
- Gethsemane
- Lied van Herodes
- Mag het even over
- De Dood van Judas
- Het Verhoor door Pilatus/De Geseling/Mag het even Over?
- Superster
- De Kruisiging
- Johannes 19:41

Met name I don't know how to love him (gezongen door Maria Magdalena over Jezus) en Superstar (waarin Judas anno 1970 Jezus confronteert met zijn optreden in de eerste eeuw) hebben grote bekendheid verworven.

## Film
In 1973 is het stuk verfilmd onder regie van Norman Jewison (zie Jesus Christ Superstar (film)), met hoofdrollen voor Carl Anderson (Judas), Ted Neeley (Jezus Christus), Yvonne Elliman (Maria Magdalena) en Barry Dennen (Pontius Pilatus), in een voor toen eigentijdse stijl.

## Nederlandse versies
| Rol             | Nederlandse cast (1974) (DELTA, Haarlem, Holland) | Nederlandse cast (2005) (Joop van den Ende Theaterproducties) | Nederlandse cast (2011) (Shows & Events)                                                                     | Nederlandse cast (2013) (Stichting Young Cultural Collective) | Nederlandse Cast (2015) (Shows & Events) | World Tour Cast (2015 & 2017) (TEC Entertainment) | Nederlandse cast 2020 (Shows & Events)                                                                             | Nederlandse cast (2024) (Senf Theaterpartners) |
| --------------- | ------------------------------------------------- | ------------------------------------------------------------- | --- | ------------------------------------------------------------- | --- | ------------------------------------------------- | --- | --- |
| Jezus           | Andre Severens                                    | Dieter Troubleyn                                              | René van Kooten, Freek Bartels                                                                               | Ruud van Overdijk                                             | René van Kooten, Freek Bartels | Ted Neeley                                        | René van Kooten | Jeangu Macrooy |
| Judas           | Emile Verhoeven                                   | Martin van der Starre                                         | Martin van der Starre                                                                                        |                                                               | Martin van der Starre | Feysal Bonciani                                   | Martin van der Starre, Charly Luske                                                                                | Lucas Hamming |
| Maria Magdalena | Mieke Verhoeven                                   | Casey Francisco                                               | Casey Francisco                                                                                              | Lara Grünfeld                                                 | Willemijn Verkaik, Renée van Wegberg | Simona Distefano                                  | Berget Lewis | Magtel de Laat |
| Pilatus         | Bart Rutgers                                      | Jeroen Phaff                                                  | Marcel Jonker                                                                                                |                                                               | Marcel Jonker | Emiliano Geppetti                                 | Marcel Jonker | Edwin Jonker |
| Annas           | Ruud Hemmer                                       | Rolf Koster                                                   | Kok-Hwa Lie                                                                                                  |                                                               | Kok-Hwa Lie | Parida Acacia                                     | | Jules Avery |
| Kaiaphas        | Rob Kops                                          | Bas Kuijlenburg                                               | Marcel Jonker                                                                                                |                                                               | Marcel Jonker | Franscesco Mastroianni                            | Marcel Jonker | Timo Bakker |
| Herodes         | Pim Verhoeven                                     | Michael Diederich                                             | Marcel Jonker                                                                                                |                                                               | Marcel Jonker | Salvador Axel Torrisi                             | Richard Groenendijk                                                                                                | Alex Klaasen, Paul de Leeuw (alternate), William Spaaij (alternate, na vertrek Paul Groot) |
| Simon           |                                                   | Jamai Loman                                                   | |                                                               | Tommie Christiaan | Claudio Compagno (2015), Elia Lo Tauro (2017)     | | Stijn Proesmans |
| Petrus          |                                                   | Jurko van Veenendaal                                          | |                                                               | | Mattia Braghero                                   | | Jip Bartels |
| Jacobus I       |                                                   | Ger Savelkoul                                                 | |                                                               | |                                                   | | |
| Jacobus II      |                                                   | Mark van Beelen                                               | |                                                               | |                                                   | | |
| Johannes        |                                                   | Guido Gottenbos                                               | |                                                               | |                                                   | | |
| Nicodemus       |                                                   | Jasper Kerkhof                                                | |                                                               | |                                                   | | |
| Thomas          |                                                   | Kok-Hwa Lie                                                   | |                                                               | |                                                   | | |
| Judas Thaddeus  |                                                   | Roosmarijn van Lint                                           | |                                                               | |                                                   | | |
| Andreas         |                                                   | Mathias Quadekker                                             | |                                                               | |                                                   | | |
| Filippus        |                                                   | Marcel Veenendaal                                             | |                                                               | |                                                   | | |
| Martha          |                                                   | Danïelle Beneman                                              | |                                                               | |                                                   | | |
| Mattheus        |                                                   | Penny Vos                                                     | |                                                               | |                                                   | | |
| Ensemble        |                                                   |                                                               | Jamai Loman, Marcel Jonker, Kok-Hwa Lie, Jantien Euwe, Sander Eckhardt, Roman van der Werff, Nienke de Groot |                                                               | Martijn van Baardewijk, Rob Guijt, Yong-Sim Kroese, Saskia van der Linde, Marcel Jonker, Hans Voerman, Arie den Boer, Jules Pasdeloup (acteur), Michiel Balhaus, Fenneke Suurmond, Jantien Euwe, Ingrid van den Nieuwenhuizen, Bram Verhaak, Laurens de Vet, Stephan Mooijman, Berry Kool, Niek Vos, Ann Nobel, Bastiaan Sparnaay |                                                   | Tjindjara Metschendorp, Eveline Leijdekkers, Inge van de Veen, Vincent Pelupessy, Leon Batelaan, Jorginho Paunussa | Dave Rijnders, Bart van Veldhoven Davy van der Lubbe Lena Stallinga Quinten de Smedt, Tim Stuart, Kevin Manuputty, Leanne Lena, Loes Bettonviel, Valerie Lai, Susanna Bijtelaar Ixcot, Sofia Ferri, Lysanne van der Sijs, Alicia Boedhoe, Fleur Renes, Martijn Vogel. |
| Reporter        |                                                   |                                                               | | Lisa Berendse                                                 | |                                                   | | |
| Vertaling       | Michaëlkoor, de Bilt                              | Daniël Cohen                                                  | |                                                               | |                                                   | | |

## Belgische versies
| Rol             | Belgische cast (1986) (Koninklijk Ballet van Vlaanderen) | Belgische cast (1994) (Koninklijk Ballet van Vlaanderen) |
| --------------- | --- | --- |
| Jezus           | Daan van den Durpel | Frank Hoelen, Addo Kruizinga |
| Judas           | Marijn Devalck | Addo Kruizinga |
| Maria Magdalena | Liliane Dorkens | Anne Mie Gils |
| Ensemble        | Aimé Anthoni, Linda Lepomme, Pierre van den Broeck, Martin Ysebaert, Dirk Meynendonckx, Eric Feys, Marc Coessens, Werner Welslau, Danny Sinclair, Jo de Poorter, Henk Allarly, Hans Meyfroodt, Filip Stuer, Vera Demil, Wanda Joosten, Koen Fillet | Frans Limburg, Mike Libanon, Gerardo Jak, John Desmet, Bas Grevelink, Ernst van Looy, Paul Maes, Hans Peter Janssens, Lulu Aertgeerts, Ellen Bakker, Adrijana Barbaric, Ester Biegelaar, Walter de Cock, Migual Espin, Yolanda Germain, Stefan Hamblok, Suzanne Heijne, Hadewig Kras, Maaike Schuurmans, Michele Tesoro, Daisy Thys, Paul Vaes, Jacqueline van den Ham, Tim Van Der Straeten, Hilde Vanhulle, Didier Verleyen, Hilde Weber |
| Vertaling       | Paul Berkenman | Paul Berkenman |